# Ukrainische Dynamische-Pyramide-Meisterschaft 2019
Die ukrainische Dynamische-Pyramide-Meisterschaft 2019 war ein Billardturnier in der Disziplin Dynamische Pyramide, das vom 22. bis 26. August 2019 im BK Elite Profi in Winnyzja stattfand.
Ukrainische Meisterin wurde nach 2015 und 2017 zum dritten Mal Anastassija Kowaltschuk, die im Finale Marija Pudowkina mit 4:1 besiegte. Den dritten Platz belegten Anna Kotljar und Sarjana Prytuljuk. Titelverteidigerin Oksana Krasko nahm nicht teil.
Bei den Herren setzte sich Vorjahresfinalist Andrij Kljestow im Endspiel gegen Wladyslaw Denyssow mit 6:5 durch und gewann damit nach 2017 seinen zweiten Titel. Bohdan Schuhalej und Mykyta Adamez kamen auf den dritten Rang. Titelverteidiger war Oleksandr Istomin, der im Achtelfinale gegen Oleksandr Lapschyn ausschied.

## Herrenturnier

### Modus
Die acht Bestplatzierten der nationalen Rangliste waren im Achtelfinale gesetzt. Die 54 weiteren Teilnehmer ermittelten im Doppel-K.-o.-System die acht weiteren Teilnehmer der Finalrunde.

### Vorrunde

#### Hauptrunde
| Spiel | Spieler 1                | Ergebnis | Spieler 2              |
| ----- | ------------------------ | -------- | ---------------------- |
| 2     | Serhij Kapschijenko      | 43:43    | Jewhen Sassijenko      |
| 3     | Pawlo Slentschka         | 43:43    | Mykola Pobereschnyk    |
| 4     | Wadym Pidnebesnyj        | 41:41    | Andrij Chmiljar        |
| 6     | Serhij Kuzyj             | 43:43    | Serhij Aleksjejew      |
| 7     | Wadym Bondar             | 34:34    | Oleksandr Kryschowyj   |
| 10    | Wadym Kowal              | 24:24    | Oleksandr Hawrylow     |
| 11    | Iwan Moros               | 40:40    | Oleksij Oksenenko      |
| 12    | Wjatscheslaw Schapowalow | 43:43    | Wladyslaw Denyssow     |
| 13    | Mychajlo Onyschtschenko  | 14:14    | Artem Fedorow          |
| 14    | Mychajlo Ostaptschuk     | 43:43    | Anatolij Maliwantschuk |
| 15    | Wadym Halajda            | kl.      | Oleksandr Klimow       |

| Spiel | Spieler 1             | Ergebnis | Spieler 2               |
| ----- | --------------------- | -------- | ----------------------- |
| 18    | Jewhen Karassewytsch  | 42:42    | Stepan Hrabenko         |
| 19    | Nasar Kalinin         | 42:42    | Oleksandr Pantschyschko |
| 20    | Oleksandr Stachmitsch | 40:40    | Rostyslaw Kuschko       |
| 21    | Anatolij Menjuk       | 04:04    | Jaroslaw Schkoljar      |
| 22    | Andrij Mrischtschuk   | 34:34    | Borys Henadinik         |
| 23    | Walerij Hawadsjuk     | 41:41    | Serhij Kolesnyk         |
| 26    | Oleksij Kondrazkyj    | 34:34    | Kostjantyn Wynohradow   |
| 27    | Artem Luzenko         | 04:04    | Wolodymyr Mandybura     |
| 29    | Mychajlo Stynskyj     | 24:24    | Andrij Prodantschuk     |
| 30    | Iwan Petraschtschuk   | 14:14    | Oleksandr Klym          |
| 31    | Janis Schukowskyj     | 43:43    | Jewhen Karassewytsch    |

#### 1. Gewinnerrunde
| Spiel | Spieler 1               | Ergebnis | Spieler 2              |
| ----- | ----------------------- | -------- | ---------------------- |
| 33    | Serhij Hniljakow        | 04:04    | Jewhen Sassijenko      |
| 34    | Mykola Pobereschnyk     | 41:41    | Andrij Chmiljar        |
| 35    | Maksym Tschassownykow   | 42:42    | Serhij Aleksjejew      |
| 36    | Wadym Bondar            | 14:14    | Ihor Duschek           |
| 37    | Wolodymyr Kwassjuk      | 34:34    | Wadym Kowal            |
| 38    | Oleksij Oksenenko       | 40:40    | Wladyslaw Denyssow     |
| 39    | Mychajlo Onyschtschenko | 40:40    | Anatolij Maliwantschuk |
| 40    | Oleksandr Klimow        | 40:40    | Anatolij Sokalskyj     |

| Spiel | Spieler 1               | Ergebnis | Spieler 2           |
| ----- | ----------------------- | -------- | ------------------- |
| 41    | Oleksandr Dychan        | kl.      | Stepan Hrabenko     |
| 42    | Oleksandr Pantschyschko | 42:42    | Rostyslaw Kuschko   |
| 43    | Anatolij Menjuk         | 34:34    | Andrij Mrischtschuk |
| 44    | Serhij Kolesnyk         | 41:41    | Mychajlo Larkow     |
| 45    | Kostjantyn Kosatschok   | 24:24    | Oleksij Kondrazkyj  |
| 46    | Artem Luzenko           | 42:42    | Dmytro Humenjuk     |
| 47    | Mychajlo Stynskyj       | 43:43    | Iwan Petraschtschuk |
| 48    | Jewhen Karassewytsch    | 43:43    | Oleksandr Lapschyn  |

#### 2. Gewinnerrunde
| Spiel | Spieler 1              | Ergebnis | Spieler 2          |
| ----- | ---------------------- | -------- | ------------------ |
| 81    | Serhij Hniljakow       | 34:34    | Andrij Chmiljar    |
| 82    | Serhij Aleksjejew      | 41:41    | Wadym Bondar       |
| 83    | Wolodymyr Kwassjuk     | 40:40    | Wladyslaw Denyssow |
| 84    | Anatolij Maliwantschuk | 42:42    | Anatolij Sokalskyj |

| Spiel | Spieler 1             | Ergebnis | Spieler 2          |
| ----- | --------------------- | -------- | ------------------ |
| 85    | Oleksandr Dychan      | 04:04    | Rostyslaw Kuschko  |
| 86    | Anatolij Menjuk       | 14:14    | Mychajlo Larkow    |
| 87    | Kostjantyn Kosatschok | 41:41    | Dmytro Humenjuk    |
| 88    | Iwan Petraschtschuk   | 43:43    | Oleksandr Lapschyn |

#### 3. Gewinnerrunde
| Spiel | Spieler 1          | Ergebnis | Spieler 2          |
| ----- | ------------------ | -------- | ------------------ |
| 105   | Serhij Hniljakow   | 14:14    | Wadym Bondar       |
| 106   | Wladyslaw Denyssow | 42:42    | Anatolij Sokalskyj |

| Spiel | Spieler 1        | Ergebnis | Spieler 2          |
| ----- | ---------------- | -------- | ------------------ |
| 107   | Oleksandr Dychan | 34:34    | Anatolij Menjuk    |
| 108   | Dmytro Humenjuk  | 43:43    | Oleksandr Lapschyn |

#### 1. Verliererrunde
12 Spieler (Verlierer der Hauptrunde)
| Spiel | Spieler 1        | Ergebnis | Spieler 2                |
| ----- | ---------------- | -------- | ------------------------ |
| 50    | Pawlo Slentschka | 34:34    | Wadym Pidnebesnyj        |
| 54    | Iwan Moros       | 41:41    | Wjatscheslaw Schapowalow |
| 55    | Artem Fedorow    | 43:43    | Mychajlo Ostaptschuk     |

| Spiel | Spieler 1           | Ergebnis | Spieler 2             |
| ----- | ------------------- | -------- | --------------------- |
| 58    | Nasar Kalinin       | 41:41    | Oleksandr Stachmitsch |
| 59    | Jaroslaw Schkoljar  | 40:40    | Borys Henadinik       |
| 63    | Andrij Prodantschuk | 24:24    | Oleksandr Klym        |

#### 2. Verliererrunde
32 Spieler (Sieger der 1. Verliererrunde gegen Verlierer der 1. Gewinnerrunde)
| Spiel | Spieler 1                | Ergebnis | Spieler 2               |
| ----- | ------------------------ | -------- | ----------------------- |
| 65    | Serhij Kapschijenko      | 40:40    | Jewhen Karassewytsch    |
| 66    | Pawlo Slentschka         | kl.      | Mychajlo Stynskyj       |
| 67    | Serhij Kuzyj             | 14:14    | Artem Luzenko           |
| 68    | Oleksandr Kryschowyj     | 43:43    | Oleksij Kondrazkyj      |
| 69    | Oleksandr Hawrylow       | 04:04    | Serhij Kolesnyk         |
| 70    | Wjatscheslaw Schapowalow | 34:34    | Andrij Mrischtschuk     |
| 71    | Mychajlo Ostaptschuk     | 34:34    | Oleksandr Pantschyschko |
| 72    | Wadym Halajda            | kl.      | Stepan Hrabenko         |

| Spiel | Spieler 1             | Ergebnis | Spieler 2               |
| ----- | --------------------- | -------- | ----------------------- |
| 73    | Iwan Karassewytsch    | 42:42    | Oleksandr Klimow        |
| 74    | Oleksandr Stachmitsch | 43:43    | Mychajlo Onyschtschenko |
| 75    | Borys Henadinik       | 43:43    | Oleksij Oksenenko       |
| 76    | Walerij Hawadsjuk     | kl.      | Wadym Kowal             |
| 77    | Kostjantyn Wynohradow | 41:41    | Ihor Duschek            |
| 78    | Wolodymyr Mandybura   | 40:40    | Maksym Tschassownykow   |
| 79    | Andrij Prodantschuk   | 34:34    | Mykola Pobereschnyk     |
| 80    | Janis Schukowskyj     | 04:04    | Jewhen Sassijenko       |

#### 3. Verliererrunde
16 Spieler (Sieger der 2. Verliererrunde)
| Spiel | Spieler 1            | Ergebnis | Spieler 2                |
| ----- | -------------------- | -------- | ------------------------ |
| 89    | Jewhen Karassewytsch | 14:14    | Pawlo Slentschka         |
| 90    | Serhij Kuzyj         | 42:42    | Oleksij Kondrazkyj       |
| 91    | Oleksandr Hawrylow   | 41:41    | Wjatscheslaw Schapowalow |
| 92    | Mychajlo Ostaptschuk | 24:24    | Stepan Hrabenko          |

| Spiel | Spieler 1           | Ergebnis | Spieler 2               |
| ----- | ------------------- | -------- | ----------------------- |
| 93    | Oleksandr Klimow    | 43:43    | Mychajlo Onyschtschenko |
| 94    | Oleksij Oksenenko   | 04:04    | Walerij Hawadsjuk       |
| 95    | Ihor Duschek        | 34:34    | Maksym Tschassownykow   |
| 96    | Andrij Prodantschuk | 42:42    | Janis Schukowskyj       |

#### 4. Verliererrunde
16 Spieler (Sieger der 3. Verliererrunde gegen Verlierer der 2. Gewinnerrunde)
| Spiel | Spieler 1                | Ergebnis | Spieler 2              |
| ----- | ------------------------ | -------- | ---------------------- |
| 97    | Jewhen Karassewytsch     | 14:14    | Anatolij Maliwantschuk |
| 98    | Oleksij Kondrazkyj       | 14:14    | Wolodymyr Kwassjuk     |
| 99    | Wjatscheslaw Schapowalow | 41:41    | Serhij Aleksjejew      |
| 100   | Mychajlo Ostaptschuk     | 34:34    | Andrij Chmiljar        |

| Spiel | Spieler 1               | Ergebnis | Spieler 2             |
| ----- | ----------------------- | -------- | --------------------- |
| 101   | Mychajlo Onyschtschenko | 34:34    | Iwan Petraschtschuk   |
| 102   | Oleksij Oksenenko       | 24:24    | Kostjantyn Kosatschok |
| 103   | Ihor Duschek            | 14:14    | Mychajlo Larkow       |
| 104   | Janis Schukowskyj       | 41:41    | Rostyslaw Kuschko     |

#### 5. Verliererrunde
8 Spieler (Sieger der 4. Verliererrunde gegen Verlierer der 3. Gewinnerrunde)
| Spiel | Spieler 1            | Ergebnis | Spieler 2            |
| ----- | -------------------- | -------- | -------------------- |
| 109   | Jewhen Karassewytsch | 40:40    | Oleksij Kondrazkyj   |
| 110   | Serhij Aleksjejew    | 04:04    | Mychajlo Ostaptschuk |

| Spiel | Spieler 1               | Ergebnis | Spieler 2         |
| ----- | ----------------------- | -------- | ----------------- |
| 111   | Mychajlo Onyschtschenko | 40:40    | Oleksij Oksenenko |
| 112   | Ihor Duschek            | 41:41    | Rostyslaw Kuschko |

#### 6. Verliererrunde
8 Spieler (Sieger der 5. Verliererrunde gegeneinander)
| Spiel | Spieler 1          | Ergebnis | Spieler 2       |
| ----- | ------------------ | -------- | --------------- |
| 113   | Oleksij Kondrazkyj | 40:40    | Anatolij Menjuk |
| 114   | Serhij Aleksjejew  | 24:24    | Dmytro Humenjuk |

| Spiel | Spieler 1         | Ergebnis | Spieler 2          |
| ----- | ----------------- | -------- | ------------------ |
| 115   | Oleksij Oksenenko | 04:04    | Wadym Bondar       |
| 116   | Rostyslaw Kuschko | 43:43    | Wladyslaw Denyssow |

### Finalrunde
|  | Achtelfinale       | Achtelfinale |                    |                    | Viertelfinale      | Viertelfinale |  |  | Halbfinale | Halbfinale |  |  | Finale | Finale |
|  |                    |              |                    |                    |                    |               |  |  |            |            |  |  |        |        |
|  |                    |              |                    |                    |                    |               |  |  |            |            |  |  |        |        |
|  | Andrij Kljestow    | 5            |                    |                    |                    |               |  |  |            |            |  |  |        |        |
|  | Anatolij Menjuk    | 2            |                    |                    |                    |               |  |  |            |            |  |  |        |        |
|  | Anatolij Menjuk    | 2            | Andrij Kljestow    | 5                  |                    |               |  |  |            |            |  |  |        |        |
|  |                    |              | Andrij Kljestow    | 5                  |                    |               |  |  |            |            |  |  |        |        |
|  |                    |              |                    |                    | Anatolij Sokalskyj | 4             |  |  |            |            |  |  |        |        |
|  | Anatolij Sokalskyj | 5            |                    |                    | Anatolij Sokalskyj | 4             |  |  |            |            |  |  |        |        |
|  | Anatolij Sokalskyj | 5            |                    |                    |                    |               |  |  |            |            |  |  |        |        |
|  | Illja Nepejpiwo    | 4            |                    |                    |                    |               |  |  |            |            |  |  |        |        |
|  | Illja Nepejpiwo    | 4            | Andrij Kljestow    | 5                  |                    |               |  |  |            |            |  |  |        |        |
|  |                    |              | Andrij Kljestow    | 5                  |                    |               |  |  |            |            |  |  |        |        |
|  |                    |              |                    | Bohdan Schuhalej   | 3                  |               |  |  |            |            |  |  |        |        |
|  | Bohdan Schuhalej   | 5            |                    | Bohdan Schuhalej   | 3                  |               |  |  |            |            |  |  |        |        |
|  | Bohdan Schuhalej   | 5            |                    |                    |                    |               |  |  |            |            |  |  |        |        |
|  | Oleksandr Dychan   | 1            |                    |                    |                    |               |  |  |            |            |  |  |        |        |
|  | Oleksandr Dychan   | 1            | Bohdan Schuhalej   | 5                  |                    |               |  |  |            |            |  |  |        |        |
|  |                    |              | Bohdan Schuhalej   | 5                  |                    |               |  |  |            |            |  |  |        |        |
|  |                    |              |                    |                    | Oleksij Oksenenko  | 3             |  |  |            |            |  |  |        |        |
|  | Oleksij Oksenenko  | 5            |                    |                    | Oleksij Oksenenko  | 3             |  |  |            |            |  |  |        |        |
|  | Oleksij Oksenenko  | 5            |                    |                    |                    |               |  |  |            |            |  |  |        |        |
|  | Mykola Sajtschenko | 2            |                    |                    |                    |               |  |  |            |            |  |  |        |        |
|  | Mykola Sajtschenko | 2            | Andrij Kljestow    | 6                  |                    |               |  |  |            |            |  |  |        |        |
|  |                    |              | Andrij Kljestow    | 6                  |                    |               |  |  |            |            |  |  |        |        |
|  |                    |              |                    | Wladyslaw Denyssow | 5                  |               |  |  |            |            |  |  |        |        |
|  | Jurij Smyrnow      | 0            |                    | Wladyslaw Denyssow | 5                  |               |  |  |            |            |  |  |        |        |
|  | Jurij Smyrnow      | 0            |                    |                    |                    |               |  |  |            |            |  |  |        |        |
|  | Wladyslaw Denyssow | 5            |                    |                    |                    |               |  |  |            |            |  |  |        |        |
|  | Wladyslaw Denyssow | 5            | Wladyslaw Denyssow | 5                  |                    |               |  |  |            |            |  |  |        |        |
|  |                    |              | Wladyslaw Denyssow | 5                  |                    |               |  |  |            |            |  |  |        |        |
|  |                    |              |                    |                    | Oleksandr Lapschyn | 3             |  |  |            |            |  |  |        |        |
|  | Oleksandr Lapschyn | 5            |                    |                    | Oleksandr Lapschyn | 3             |  |  |            |            |  |  |        |        |
|  | Oleksandr Lapschyn | 5            |                    |                    |                    |               |  |  |            |            |  |  |        |        |
|  | Oleksandr Istomin  | 4            |                    |                    |                    |               |  |  |            |            |  |  |        |        |
|  | Oleksandr Istomin  | 4            | Wladyslaw Denyssow | 5                  |                    |               |  |  |            |            |  |  |        |        |
|  |                    |              | Wladyslaw Denyssow | 5                  |                    |               |  |  |            |            |  |  |        |        |
|  |                    |              |                    | Mykyta Adamez      | 3                  |               |  |  |            |            |  |  |        |        |
|  | Mykyta Adamez      | 5            |                    | Mykyta Adamez      | 3                  |               |  |  |            |            |  |  |        |        |
|  | Mykyta Adamez      | 5            |                    |                    |                    |               |  |  |            |            |  |  |        |        |
|  | Serhij Hniljakow   | 4            |                    |                    |                    |               |  |  |            |            |  |  |        |        |
|  | Serhij Hniljakow   | 4            | Mykyta Adamez      | 5                  |                    |               |  |  |            |            |  |  |        |        |
|  |                    |              | Mykyta Adamez      | 5                  |                    |               |  |  |            |            |  |  |        |        |
|  |                    |              |                    |                    | Wolodymyr Perkun   | 3             |  |  |            |            |  |  |        |        |
|  | Serhij Aleksjejew  | 1            |                    |                    | Wolodymyr Perkun   | 3             |  |  |            |            |  |  |        |        |
|  | Serhij Aleksjejew  | 1            |                    |                    |                    |               |  |  |            |            |  |  |        |        |
|  | Wolodymyr Perkun   | 5            |                    |                    |                    |               |  |  |            |            |  |  |        |        |

## Damenturnier

### Modus
Die 15 Teilnehmerinnen traten zunächst im Doppel-K.-o.-System gegeneinander an. Ab dem Halbfinale wurde im K.-o.-System gespielt.

### Vorrunde

#### Hauptrunde
| Spiel | Spieler 1        | Ergebnis | Spieler 2         |
| ----- | ---------------- | -------- | ----------------- |
| 1     | Anna Kotljar     | –:–      | Freilos           |
| 2     | Julija Malachowa | 30:30    | Sarjana Prytuljuk |
| 3     | Marija Pudowkina | 23:23    | Tetjana Tutschak  |
| 4     | Anna Herassymowa | 13:13    | Jana Wassylowa    |

| Spiel | Spieler 1               | Ergebnis | Spieler 2               |
| ----- | ----------------------- | -------- | ----------------------- |
| 5     | Anastassija Kowaltschuk | 03:03    | Ljudmyla Repik          |
| 6     | Radyka Ljubytsch        | 32:32    | Oleksandra Chomitschewa |
| 7     | Oleksandra Duranina     | 23:23    | Marija Skotschuk        |
| 8     | Wiktorija Schewtschuk   | 03:03    | Ljubow Schyhajlowa      |

#### 1. Gewinnerrunde
8 Spielerinnen (Siegerinnen der Hauptrunde)
| Spiel | Spieler 1        | Ergebnis | Spieler 2         |
| ----- | ---------------- | -------- | ----------------- |
| 9     | Anna Kotljar     | 23:23    | Sarjana Prytuljuk |
| 10    | Marija Pudowkina | 03:03    | Anna Herassymowa  |

| Spiel | Spieler 1               | Ergebnis | Spieler 2               |
| ----- | ----------------------- | -------- | ----------------------- |
| 11    | Anastassija Kowaltschuk | 13:13    | Oleksandra Chomitschewa |
| 12    | Oleksandra Duranina     | 32:32    | Wiktorija Schewtschuk   |

#### 2. Gewinnerrunde
4 Spielerinnen (Siegerinnen der 1. Gewinnerrunde)
| Spiel | Spieler 1    | Ergebnis | Spieler 2        |
| ----- | ------------ | -------- | ---------------- |
| 21    | Anna Kotljar | 32:32    | Marija Pudowkina |

| Spiel | Spieler 1               | Ergebnis | Spieler 2             |
| ----- | ----------------------- | -------- | --------------------- |
| 22    | Anastassija Kowaltschuk | 03:03    | Wiktorija Schewtschuk |

#### 1. Verliererrunde
7 Spielerinnen (Verliererinnen der Hauptrunde)
| Spiel | Spieler 1        | Ergebnis | Spieler 2        |
| ----- | ---------------- | -------- | ---------------- |
| 13    | Freilos          | –:–      | Julija Malachowa |
| 14    | Tetjana Tutschak | 13:13    | Jana Wassylowa   |

| Spiel | Spieler 1        | Ergebnis | Spieler 2          |
| ----- | ---------------- | -------- | ------------------ |
| 15    | Ljudmyla Repik   | 30:30    | Radyka Ljubytsch   |
| 16    | Marija Skotschuk | 03:03    | Ljubow Schyhajlowa |

#### 2. Verliererrunde
8 Spielerinnen (Siegerinnen der 1. Verliererrunde gegen Verliererinnen der 1. Gewinnerrunde)
| Spiel | Spieler 1        | Ergebnis | Spieler 2               |
| ----- | ---------------- | -------- | ----------------------- |
| 17    | Julija Malachowa | 32:32    | Oleksandra Duranina     |
| 18    | Tetjana Tutschak | 13:13    | Oleksandra Chomitschewa |

| Spiel | Spieler 1        | Ergebnis | Spieler 2         |
| ----- | ---------------- | -------- | ----------------- |
| 19    | Radyka Ljubytsch | 31:31    | Anna Herassymowa  |
| 20    | Marija Skotschuk | 31:31    | Sarjana Prytuljuk |

#### 3. Verliererrunde
4 Spielerinnen (Siegerinnen der 2. Verliererrunde)
| Spiel | Spieler 1           | Ergebnis | Spieler 2        |
| ----- | ------------------- | -------- | ---------------- |
| 23    | Oleksandra Duranina | 32:32    | Tetjana Tutschak |

| Spiel | Spieler 1        | Ergebnis | Spieler 2         |
| ----- | ---------------- | -------- | ----------------- |
| 24    | Anna Herassymowa | 30:30    | Sarjana Prytuljuk |

#### 4. Verliererrunde
4 Spielerinnen (Siegerinnen der 3. Verliererrunde gegen Verliererinnen der 2. Gewinnerrunde)
| Spiel | Spieler 1        | Ergebnis | Spieler 2    |
| ----- | ---------------- | -------- | ------------ |
| 25    | Tetjana Tutschak | 31:31    | Anna Kotljar |

| Spiel | Spieler 1         | Ergebnis | Spieler 2             |
| ----- | ----------------- | -------- | --------------------- |
| 26    | Sarjana Prytuljuk | 23:23    | Wiktorija Schewtschuk |

### Finalrunde
|  | Halbfinale              | Halbfinale |                  |                         | Finale | Finale |
|  |                         |            |                  |                         |        |        |
|  |                         |            |                  |                         |        |        |
|  | Marija Pudowkina        | 4          |                  |                         |        |        |
|  | Sarjana Prytuljuk       | 3          |                  |                         |        |        |
|  |                         |            | Marija Pudowkina | 1                       |        |        |
|  |                         |            |                  | Anastassija Kowaltschuk | 4      |        |
|  | Anastassija Kowaltschuk | 4          |                  |                         |        |        |
|  | Anna Kotljar            | 3          |                  |                         |        |        |
|  |                         |            |                  |                         |        |        |